# Ndé
Departament Ndé – departament w Prowincji Zachodniej w Kamerunie ze stolicą w Bangangté. Na powierzchni 1 524 km² żyje około 123,7 tys. mieszkańców.